# Antiplanes yukiae
Antiplanes yukiae là một loài ốc biển, là động vật thân mềm chân bụng sống ở biển trong họ Turridae.